# Памятник Альфреду Сислею
Памятник Альфре́ду Сисле́ю (фр. Monument à Alfred Sysley) — скульптура работы Эжена Тивье, установленная в городке Море-сюр-Луан на площади Самуа, у стен городского музея.
Художник Альфред Сислей (1839—1899) поселился в Море в 1882 году, в 1889 году он переехал сюда окончательно. В своём письме от 1892 года он утверждал, что именно здесь создал свои лучшие произведения. Сислей работал на пленэре в любое время года, запечатлевая любимые виды городка и его окрестностей. Целые серии его картин посвящены местной церкви Нотр-Дам, арочному мосту через реку Луан, а также речным пейзажам близлежащего Сен-Маммес, где Луан сливается с Сеной.
После смерти Сислея комитет, состоящий из видных жителей города и друзей художника, решил воздвигнуть памятник в его честь. Дочь художника Жанна Сислей обратилась к Огюсту Родену, который принял её предложение увековечить образ живописца, — однако городской комитет выступил против его кандидатуры и заказ был передан скульптору Эжену Тивье.
Памятник был открыт на площади Самуа (Place de Samois) 15 июля 1911 года. Бронзовый бюст художника установлен на высоком каменном постаменте. Облачённая в лёгкую античную тунику полуобнажённая девушка, сидящая у его подножия, является аллегорией коммуны Море.